# Aura Lewis
Aura Lewis (sinh Aurelia Msimang; 4 tháng 3 năm 1947 – 28 tháng 12 năm 2015)  là một ca sĩ người Nam Phi làm việc với Bob Marley và Jimmy Cliff và thu âm một album với Lee có tên là "Scratch" Perry vào cuối những năm 1970.

## Cuộc đời và sự nghiệp
Cô sinh ra tại Aurelia Msimang ở Western Native Township, Johannesburg, Nam Phi. Sau khi lớn lên ở Johannesburg, cô chuyển đến Hoa Kỳ vào đầu những năm 1970 và theo học tại trường Cao đẳng Hunter của New York. Cô kết hôn với một nhạc sĩ nhạc jazz và được gọi là Aura Lewis. Cô chuyển đến Jamaica năm 1976, nơi cô theo học tại Khoa Kịch của Trường Nghệ thuật Jamaica và bắt đầu làm việc với Cedric Brooks trong nhóm United Africa. Cô được giới thiệu với Jimmy Cliff, người đã yêu cầu cô tham gia cùng anh trong tour diễn Tây Phi năm 1977 với vai trò là một ca sĩ hỗ trợ, chuyến lưu diễn được quay và phát hành trên video với tư cách là nhóm Bongo Man. Ban nhạc của Cliff đã dừng chân ở London trước khi trở về Jamaica.

## Album " Full experience"
Trở lại Jamaica, Lewis trở thành một ca sĩ ủng hộ thường xuyên cho Perry tại studio Black Ark của mình, và bắt đầu làm việc cho một dự án nhóm mang tên Full Experience, cùng với một ca sĩ khác của Black Ark, Pamela Reed. Perry đã đồng ý để sản xuất một album của nhóm. Họ thu âm mười một bài hát vào năm 1978 với một ban nhạc hỗ trợ bao gồm Mikey "Boo" Richards, Winston Wright, Geoffrey Chung, Michael Chung và Sticky, bao gồm một phiên bản "Young Gifted and Black" của Nina Simone, có tựa đề "Young, Gifted and Broke" và bài hát "Full Experience" (ban đầu được gọi là "Stricly Roots"), trong đó có Boris Gardiner chơi guitar bass.

## Cái chết
Aura Lewis qua đời vào ngày 28 tháng 12 năm 2015 ở tuổi 68